# Ngampilan
Ngampilan ist ein Distrikt (Kecamatan) innerhalb der Stadt (Kota) Yogyakarta, die Hauptstadt der gleichnamigen Sonderregion im Süden der Insel Java ist. Der Kecamatan liegt im westlichen Zentrum der Stadt und hat vier interne Nachbarn. Ende 2021 zählte der Distrikt 18.285 Einwohner auf 0,82 km² Fläche.

## Verwaltungsgliederung
Der Kecamatan (auch Kemantren genannt) gliedert sich in fünf städtische Kelurahan:
| PUM-Code 1    | Kelurahan      | Fläche (km²) | Bevölkerung zur Volkszählung 2 | Bevölkerung zur Volkszählung 2 | Bevölkerung zur Volkszählung 2 | Bevölkerung zur Volkszählung 2 | Bevölkerung zur Volkszählung 2 | Bevölkerung zur Volkszählung 2 | RW/ RT 4 |
| PUM-Code 1    | Kelurahan      | Fläche (km²) | 002000                         | 002010                         | Männer                         | Frauen                         | 2020                           | Dichte 3                       | RW/ RT 4 |
| ------------- | -------------- | ------------ | ------------------------------ | ------------------------------ | ------------------------------ | ------------------------------ | ------------------------------ | ------------------------------ | -------- |
| 34.71.06.1001 | Notoprajan     | 0,37         | 7.766                          | 7.468                          | 3.439                          | 3.485                          | 6.924                          | 18.713,5                       | 8/50     |
| 34.71.06.1002 | Ngampilan      | 0,45         | 9.791                          | 8.852                          | 4.100                          | 4.334                          | 8.434                          | 18.742,2                       | 13/70    |
| 34.71.06      | Kec. Ngampilan | 0,82         | 17.557                         | 16.320                         | 7.539                          | 7.819                          | 15.358                         | 18.729,3                       | 60/219   |

## Demographie
Grobeinteilung der Bevölkerung nach Altersgruppen (zum Zensus 2020)
| Altersgruppen | 00Männer | 00Frauen | zusammen |
| ------------- | -------- | -------- | -------- |
| 0–14          | 1.521    | 1.507    | 3.028    |
| 15–64         | 5.420    | 5.433    | 10.853   |
| 65+           | 598      | 879      | 1.477    |
| gesamt        | 7.539    | 7.819    | 15.358   |
| anteilig (%)  |          |          |          |
| 0–14          | 20,18    | 19,27    | 19,72    |
| 15–64         | 71,89    | 69,48    | 70,67    |
| 65+           | 7,93     | 11,24    | 9,62     |

### Bevölkerungsentwicklung
In den Ergebnissen der sieben Volkszählungen seit 1961 ist folgende Entwicklung ersichtlich:
| Einheit/Jahr     | 1961         | 1971         | 1980         | 1990         | 2000         | 2010         | 2020         |
| ---------------- | ------------ | ------------ | ------------ | ------------ | ------------ | ------------ | ------------ |
| Kec. Ngampilan   | 20.475       | 22.173       | 22.303       | 20.494       | 17.557       | 16.320       | 15.358       |
| Anteil in %      | 0,92         | 0,89         | 0,81         | 0,70         | 0,56         | 0,47         | 0,42         |
| Kota Yogyakarta  | 306.296      | 340.491      | 398.089      | 412.059      | 396.711      | 388.627      | 373.589      |
| Sonderregion DIY | 00 2.231.062 | 00 2.487.177 | 00 2.750.025 | 00 2.912.611 | 00 3.120.478 | 00 3.457.491 | 00 3.66.8719 |